# Canthon aberrans
Canthon aberrans là một loài bọ cánh cứng trong họ Bọ hung (Scarabaeidae).